# Warlincourt-lès-Pas
Warlincourt-lès-Pas là một xã ở tỉnh Pas-de-Calais, vùng Hauts-de-France của Pháp.

## Địa lý
Warlincourt-lès-Pas có cự ly khoảng 16 dặm (25,7 km) về phía tây nam của Arras, trên đường D25. 

## Dân số
| 1962                                                         | 1968 | 1975 | 1982 | 1990 | 1999 | 2006 |
| ------------------------------------------------------------ | ---- | ---- | ---- | ---- | ---- | ---- |
| 151                                                          | 162  | 154  | 144  | 136  | 153  | 151  |
| Số liệu điều tra dân số từ năm 1962: Dân số không tính trùng |      |      |      |      |      |      |

## Địa điểm nổi bật
- Nhà thờ St.Kilien, thế kỷ 19.
- Dấu tích toà lâu đài cổ.